# Cheumatopsyche galloisi
Cheumatopsyche galloisi är en nattsländeart som först beskrevs av Matsumura 1931.  Cheumatopsyche galloisi ingår i släktet Cheumatopsyche och familjen ryssjenattsländor. Inga underarter finns listade i Catalogue of Life.